# Tòa nhà 63
Toà nhà 63 (Hangul: 63 빌딩) hay Quảng trường 63 (Hangul: 63 스퀘어) (Tên cũ là: Thành phố Hanwha 63, Hangul: 한화 63 시티) là một tòa nhà chọc trời ở Yeouido-dong, Yeongdeungpo-gu, Seoul, Hàn Quốc. Với chiều cao 249 mét (817 ft), nó đã là toà nhà cao nhất thế giới bên ngoài Bắc Mỹ khi xây dựng xong vào năm 1985. Đó là tòa nhà cao nhất Hàn Quốc cho đến khi Tháp Hyperion vượt qua nó vào năm 2003. Con số 63 dùng để chỉ của tòa nhà 63 tầng chính thức, trong đó có 60 đang ở trên mặt đất và 3 là tầng hầm. Toà nhà chọc trời này là trụ sở của Công ty bảo hiểm nhân thọ Hanwha Daehan, Ngân hàng Công nghiệp Hàn Quốc, và các công ty tài chính lớn.

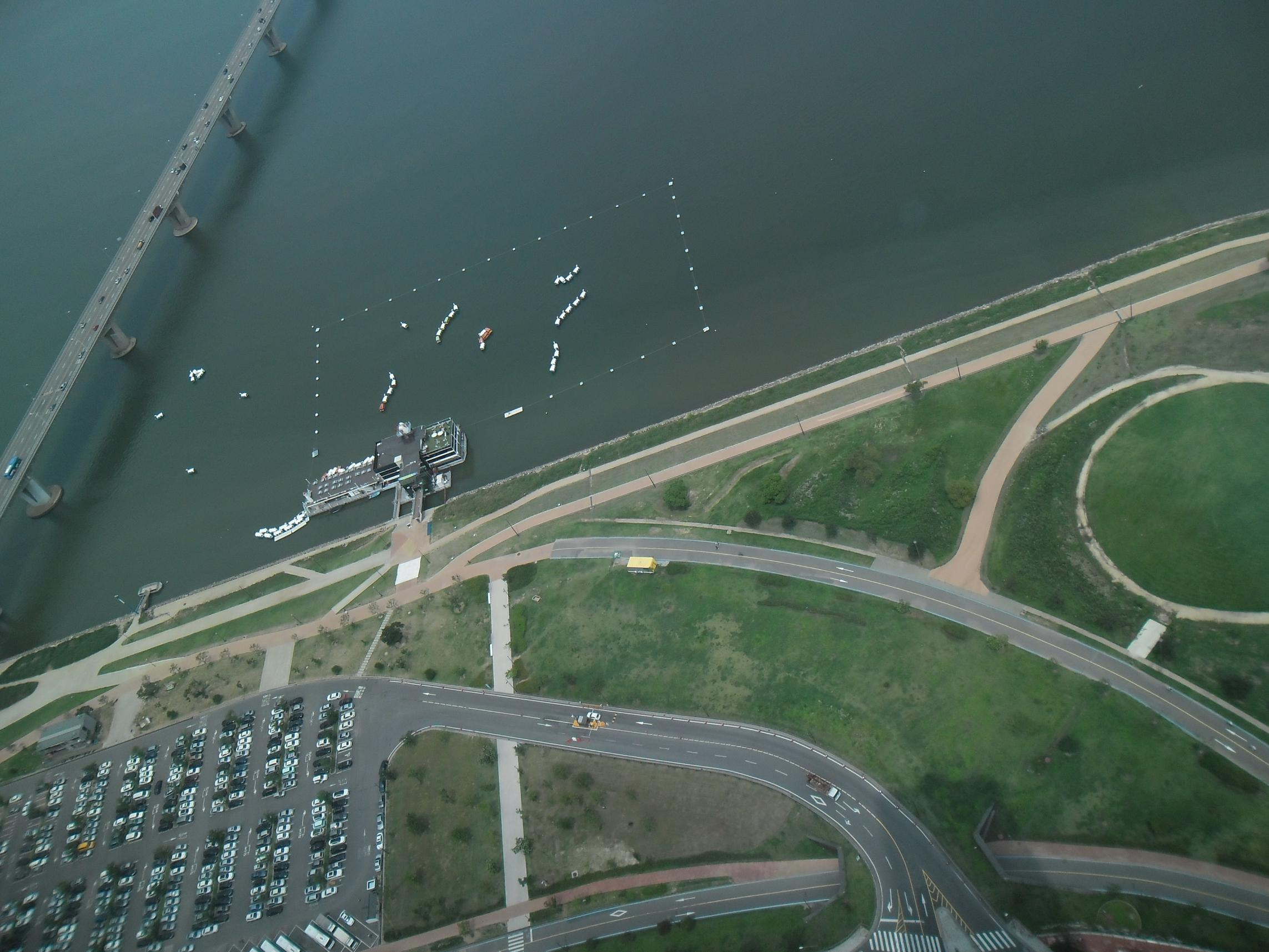
Quang cảnh bờ sông Hán nhìn từ tầng 60 của tòa nhà

Toà nhà 63 được giới thiệu trong máy tính trò chơi của SimCity 3.000 và SimCity 4, và trên trang bìa của SimCity 3.000 không Unlimited.
Tầng thứ 60 của toà nhà có trưng bày nghệ thuật và một đài quan sát gọi là 63 Golden Tower (tòa nhà được lắp kính phản quang màu vàng sậm nên luôn rực rỡ dưới ánh nắng như dát vàng) cho phép khách tham quan có thể nhìn thấy Incheon trong điều kiện trời quang. Tầng thứ 59 có các nhà hàng quốc tế và có tên gọi Đi bộ trong mây. Tầng 58 có các nhà hàng gia đình và có tên gọi Chạm vào mây. Các thang máy ốp kính cho phép du khách nhìn thành phố khi họ đi thang máy lên xuống tháp quan sát.

## Lịch sử
Toà nhà 63 bắt đầu xây dựng phần đất nền vào tháng 2 năm 1980, vào đỉnh cao của sự bùng nổ kinh tế ở Hàn Quốc. Tổng chi phí xây dựng lên đến 180 tỉ won và hoàn thành vào tháng 5 năm 1985. Năm 2000, Hanwha Group đổi tên toà nhà 63 City và trở thành một phần của nhóm năm 2002

## Ảnh

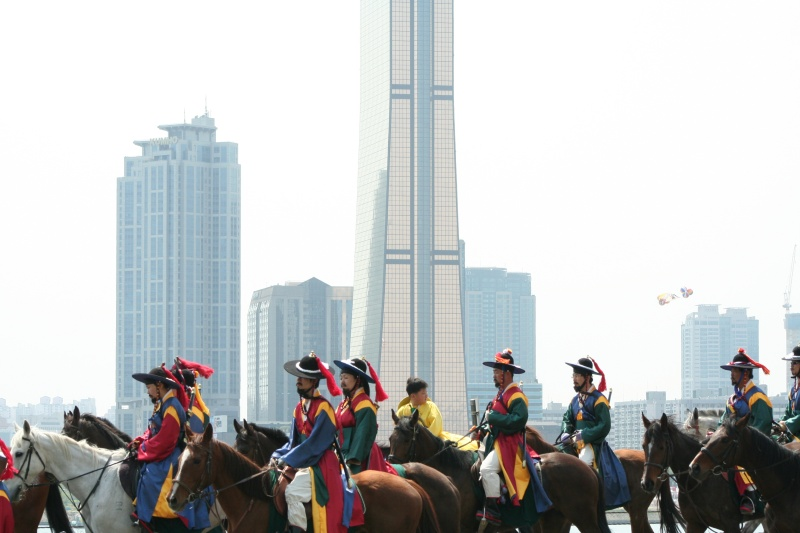
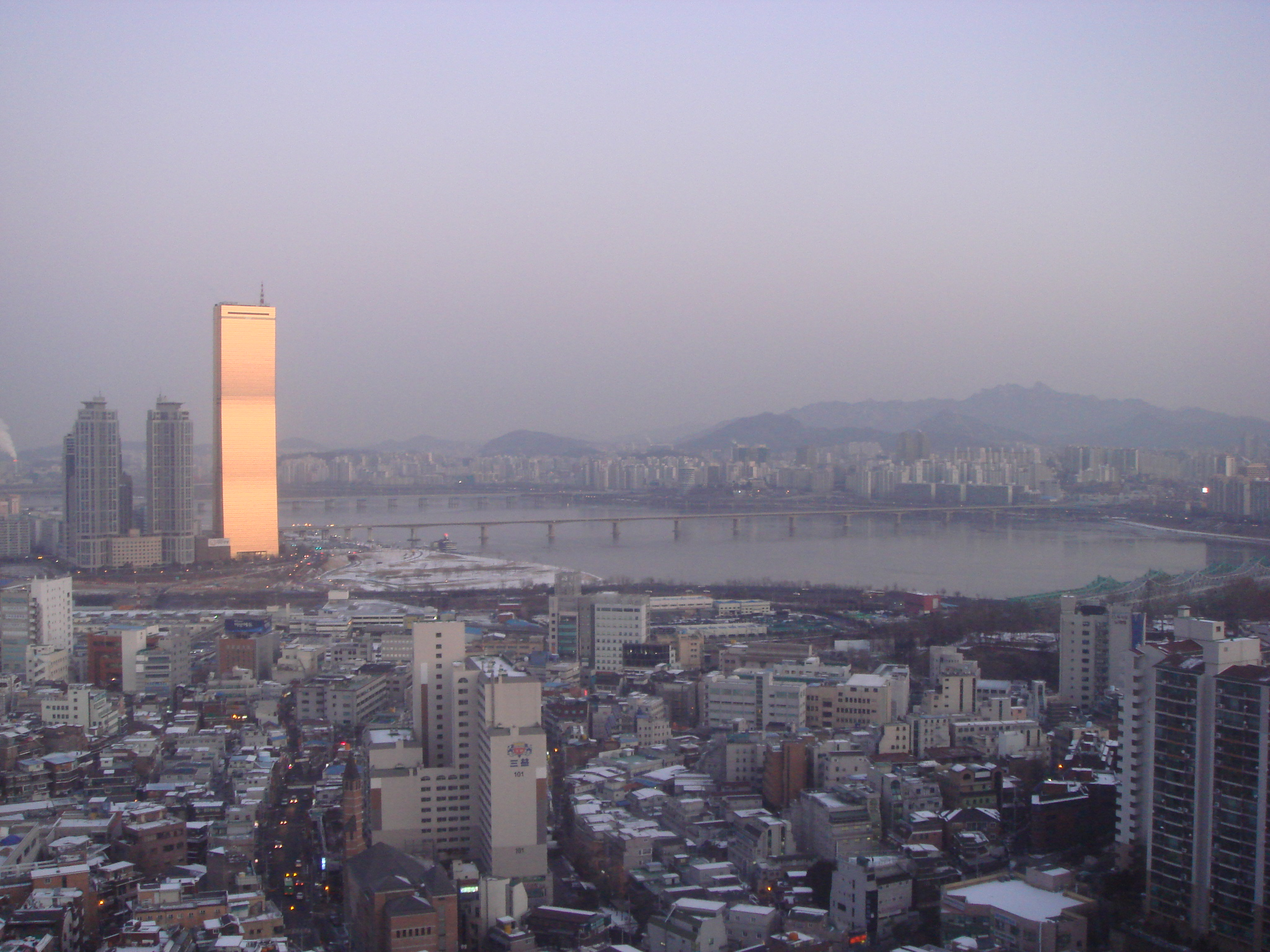
Tòa nhà bắt đầu rực lên lúc bình minh
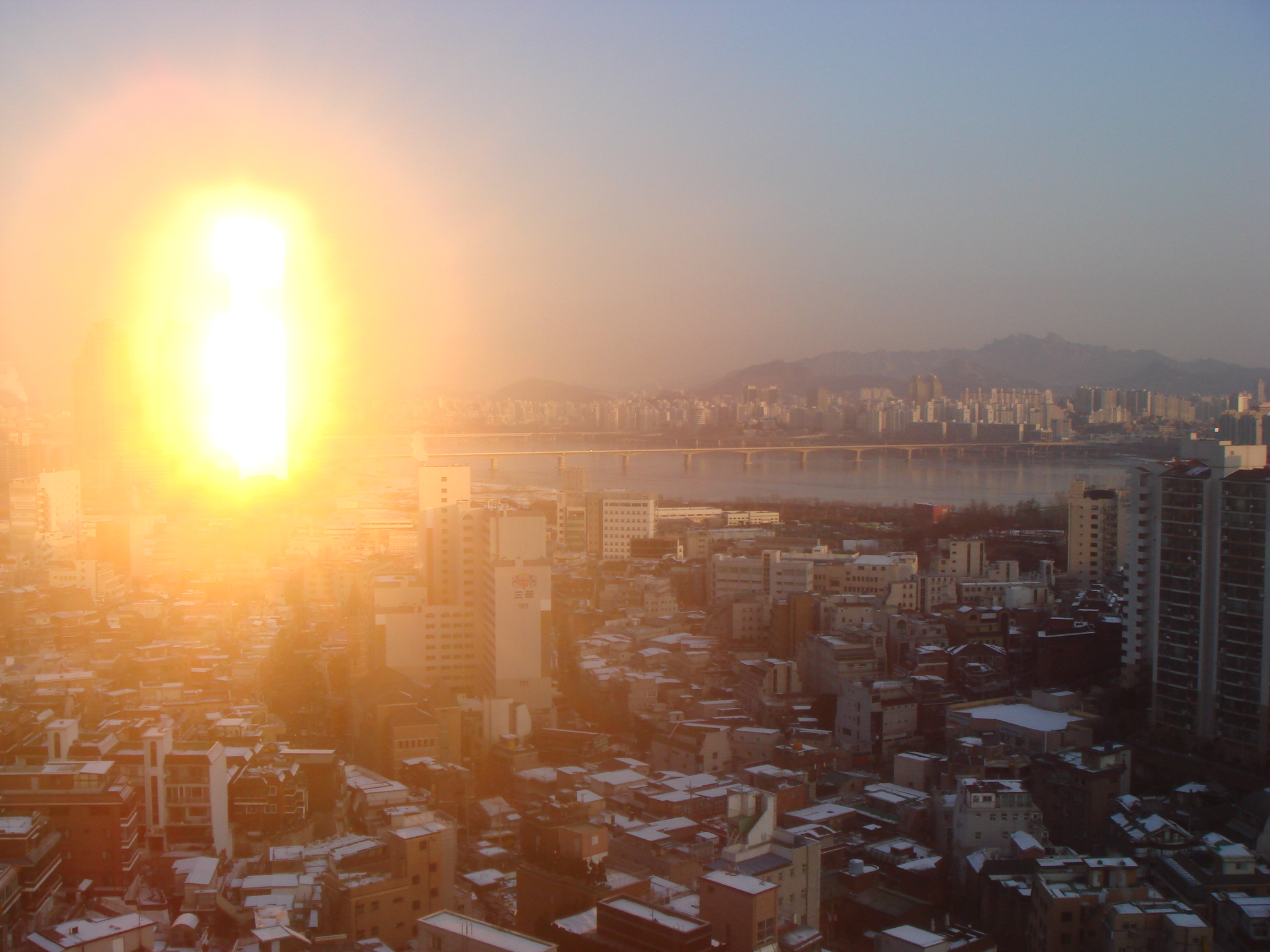
20 phút sau khi bình minh lên, phía đông tòa nhà sáng chói lên